# Филип Костић
Филип Костић (Крагујевац 1. новембар 1992) је српски фудбалер који тренутно наступа за Фенербахче као позајмљени играч Јувентуса. Најчешће игра на позицији левог крила.

## Клупска каријера
Као шестогодишњак из насеља Велико поље код Грошнице, прве праве фудбалске кораке направио је у школи фудбала "Фитнес", а потом прелази у најстарији градски клуб Шумадију 1903 где проводи три-четири године. Као петнаестогодишњи кадет долази у Раднички где је играо пуних пет сезона на позицији левог везног играча.
За крагујевачке "ђаволе" дебитовао је у Ваљеву против тамошње Будућности док је Раднички био члан треће лиге. Са том екипом прошао је сва искушења трећег и другог ранга и стигао до Суперлиге.
Његов одлазак у Холандију и прелазак у Гронинген био је пропраћен највећом фудбалском афером на нашим просторима и хапшењем појединих градских челника. Холандски клуб је саопштио да је трансфер износио 1,25 милиона евра, чиме је практично демантовао челнике Радничког из Крагујевца који су у саопштењу навели да је 19-годишњи фудбалер напустио клуб за суму од 700.000 евра, па је српска полиција потом привела потпредседника Радничког Небојшу Васиљевића, генералног секретара Дарка Стојановића и агента Зорана Павловића због сумње да су оштетили клуб за пола милиона евра.
У августу 2014. постаје фудбалер бундеслигаша Штутгарта који је Гронингему платио 6.000.000 евра. У дресу Штутгарта за две сезоне одиграо 59 утакмица у Бундеслиги и уписао осам голова и 13 асистенција.
Крајем јула 2016. постао је најскупљи фудбалер у историји Хамбурга, шампиона Европе из 1983. и шестоструког првака Немачке. Хамбург је за Костића издвојио 14 милиона евра, што је рекордан трансфер у историји клуба, пошто је дотадашњи држао Рафаел ван дер Варт са једним милионом мање приликом преласка из Тотенхема 2012. године. Костић је са Хамбургом у сезони 2017/18. заузео претпоследње место на табели Бундеслиге па је тако клуб испао у нижи ранг. Није желео да игра у другој лиги па је у августу 2018. прешао у Ајнтрахт Франкфурт са којим је договорио двогодишњу позајмицу.
Са Ајнтрахтом је освојио Лигу Европе 2021/22 и проглашен је за најбољег играча сезоне. Костић је у августу 2022. потписао уговор са торинским Јувентусом, који ће важити до 2026. године.

## Репрезентација
Наступао за У-19 репрезентацију (4 утакмица, 1 гол) и У-21 репрезентацију Србије (8 утакмица, 2 гола).
Погодак који је постигао у зауставном времену реванш меча баража у Кадизу (2:1) против Шпаније, актуелног првака Европе, одвео је „Орлиће” на Европско првенство.
За сениорску репрезентацију Србије дебитовао 7. јуна 2015. против Азербејџана (4:1) у аустријском Ст. Пелтену.

### Голови за репрезентацију
| #  | Датум              | Место              | Противник   | Гол | Резултат | Такмичење                                |
| -- | ------------------ | ------------------ | ----------- | --- | -------- | ---------------------------------------- |
| 1. | 5. септембар 2016. | Београд, Србија    | Ирска       | 1–1 | 2–2      | Квалификације за Светско првенство 2018. |
| 2. | 6. октобар 2016.   | Кишињев, Молдавија | Молдавија   | 0–1 | 0–3      | Квалификације за Светско првенство 2018. |
| 3. | 27. март 2021.     | Београд, Србија    | Португалија | 2–2 | 2–2      | Квалификације за Светско првенство 2022. |

## Статистика

### Репрезентативна
16. јун 2024.
| 2015   | 5  | 0 |
| 2016   | 8  | 2 |
| 2017   | 6  | 0 |
| 2018   | 9  | 0 |
| 2019   | 4  | 0 |
| 2020   | 3  | 0 |
| 2021   | 8  | 1 |
| 2022   | 9  | 0 |
| 2023   | 8  | 0 |
| 2024   | 4  | 0 |
| Укупно | 64 | 3 |

## Трофеји и признања

### Клуб
Ајнтрахт Франкфурт
- Лига Европе (1) : 2021/22.

Јувентус
- Куп Италије (1) : 2023/24.

### Индивидуално
- Играч сезоне УЕФА Лиге Европе (1) : 2021/22.
- УЕФА лига Европе – идеални тим сезоне (2) : 2018/19, 2021/22.